# カスティリオーネ・メッセール・マリーノ
カスティリオーネ・メッセール・マリーノ（イタリア語: Castiglione Messer Marino）は、イタリア共和国アブルッツォ州キエーティ県にある、人口約1,700人の基礎自治体（コムーネ）。

## 地理

### 位置・広がり

#### 隣接コムーネ
隣接するコムーネは以下の通り。括弧内のISはイゼルニア県所属を示す。
- アニョーネ (IS)
- ベルモンテ・デル・サンニオ (IS)
- カルンキオ
- カステルグイドーネ
- フライーネ
- モンタッツォリ
- モンテフェッランテ
- ロッカスピナルヴェーティ
- ローイオ・デル・サングロ
- ロゼッロ
- スキアーヴィ・ディ・アブルッツォ
- トッレブルーナ

## 行政

### 分離集落
カスティリオーネ・メッセール・マリーノには、以下の分離集落（フラツィオーネ）がある。
- Colle Trimarino, Padula, Sant'Egidio, Valle San Salvatore